# St. Michael (Reinstädt)

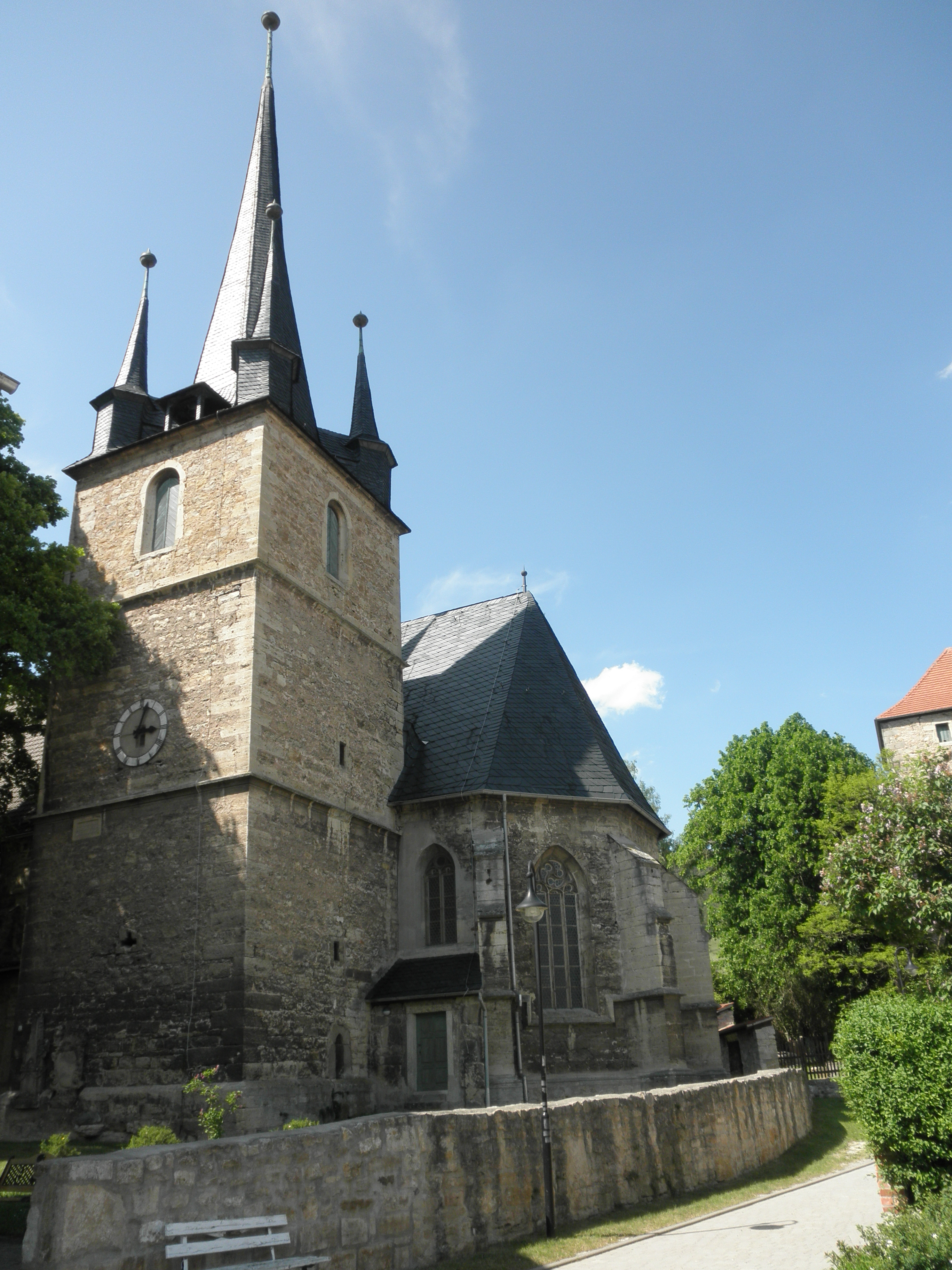
St. Michael-Kirche Reinstädt

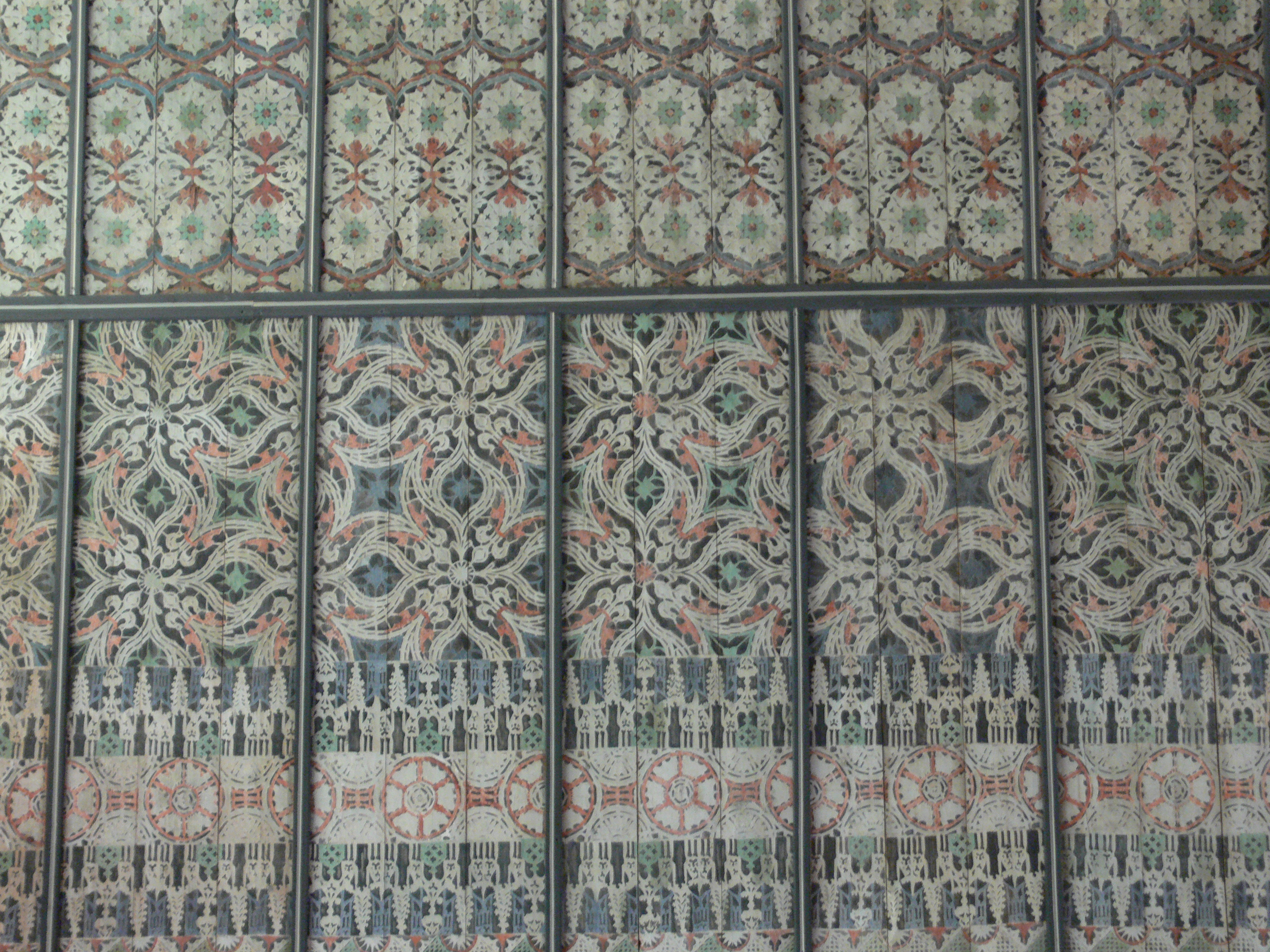
Spätgotische Deckenbemalung

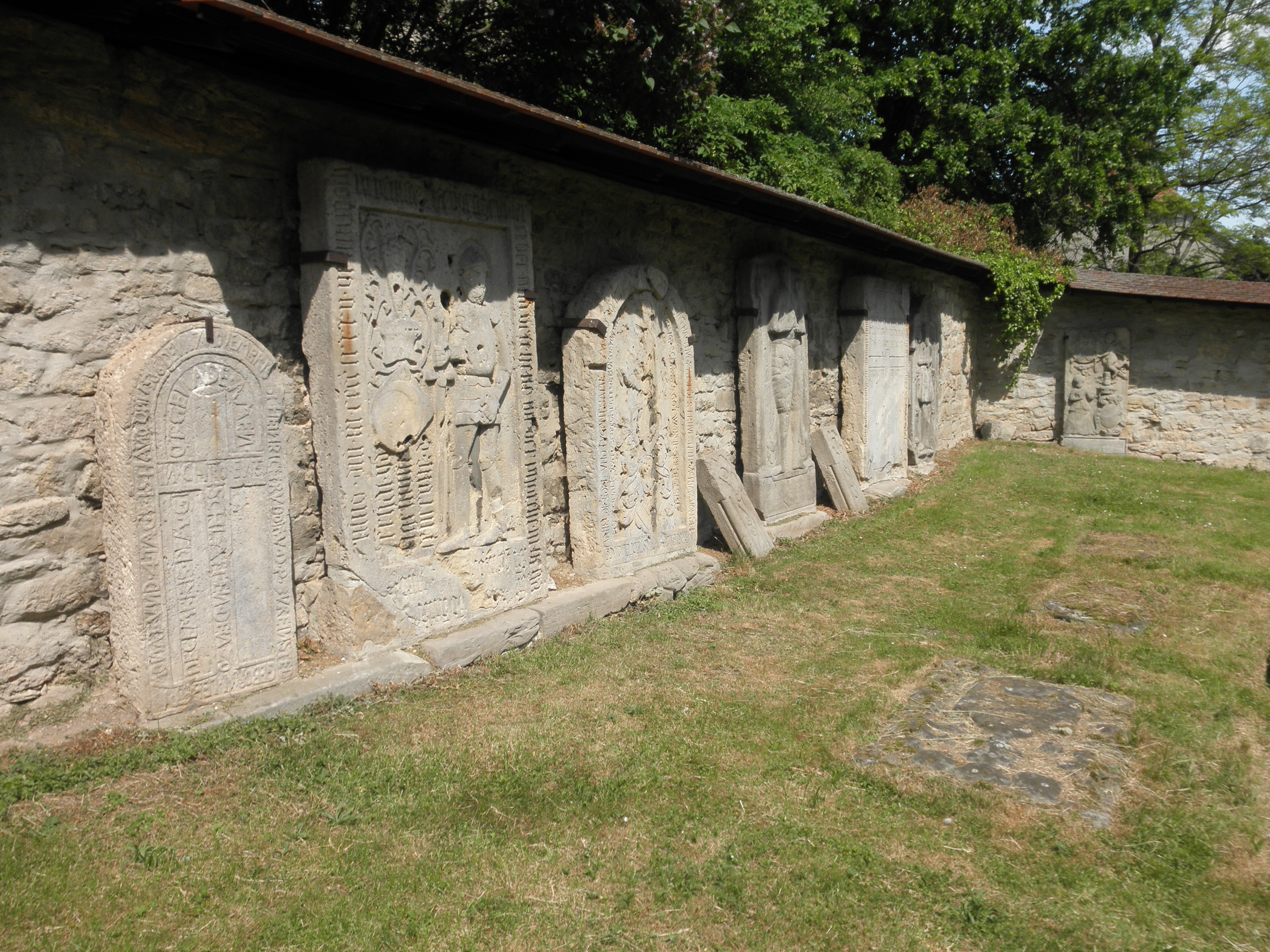
Epitaphe auf Kirchhof in Reinstädt

Die St. Michael-Kirche ist eine Wehrkirche in Reinstädt im thüringischen Saale-Holzland-Kreis. Sie gehört zum Kirchengemeindeverband Reinstädt-Reinstädter Grund im Kirchenkreis Eisenberg der Evangelischen Kirche in Mitteldeutschland.

## Geschichte und Architektur
Im Mittelalter war die Kirche Teil einer von einer Wehrmauer umgebenen Befestigungsanlage. Von der ehemaligen Burg ist noch die Kemenate erhalten. Am Kirchenbau lassen sich Reste des Wehrgangs, Schießscharten und Gießerker erkennen.
Die heute im spätgotischen Stil restaurierte Kirche wurde 1473 fertiggestellt und geweiht. Seitdem hat sie verschiedene Ein- und Umbauten erhalten. Nach der Reformation wurden die seitlichen Emporen in einer Weise eingebaut, dass sie seither eine Emporenhalle ist. Von 1981 bis 1992 wurde sie grundlegend saniert und restauriert. Besonders bemerkenswert ist die noch erhaltene spätgotische Schablonenmalerei an der Decke.
Neben zweiwöchentlichen Gottesdiensten bietet die Gemeinde gelegentlich musikalische Veranstaltungen und Gruppenangebote an.

## Orgel
Die Orgel wurde 1742/1743 von Johann Heinrich Scherff gebaut, der Material aus der Vorgängerorgel wiederverwendete. Die Prospektpfeifen in den Seitenfeldern sind aus Holz mit Blattversilberung gefertigt, was eher für Südthüringen kennzeichnend ist. Justin Ehrenfried Gerhardt ergänzte 1751 die Posaune 16′. Etwa 40 % des Pfeifenwerks wurden im Jahr 2008 bei der Restaurierung durch  Gerd-Christian Bochmann rekonstruiert. Das originale Glockenspiel besteht aus 25 Schalenglocken. Das Instrument verfügt über 19 Register, die auf zwei Manuale und Pedal verteilt sind. Zwei leer Schleifen sind zum Ausbau vorbereitet. Die Disposition lautet wie folgt:
| I Hauptwerk CD–c3 |    |
| Grobgedackt       | 8′ |
| Gemshorn          | 8′ |
| Salicional        | 8′ |
| Fluet             | 8′ |
| Principal         | 4′ |
| Kleingedackt      | 4′ |
| Octave            | 2′ |
| Blockflöte        | 2′ |
| Nassartia II      |    |
| Mixtur IV         |    |

| II Hinterwerk CD–c3  |    |
| Lieblich Gedackt     | 8′ |
| Viola di Gamba       | 8′ |
| Fugara               | 4′ |
| Principal            | 2′ |
| Terzian II           |    |
| Cromorn              | 8′ |
| Glockenspiel (ab c1) |    |

| Pedal CD–c1 |     |
| Sub-Baß     | 16′ |
| Octav-Baß   | 8′  |
| Posaun-Baß  | 16′ |

- Koppeln: II/I, II/P